# Referéndum sobre el autogobierno de Groenlandia en 2008
El referéndum sobre el autogobierno de Groenlandia en 2008, se realizó el 25 de noviembre y resultó finalmente aprobado, por lo que entró en vigor el 21 de junio de 2009, el Día Nacional de Groenlandia. El referéndum fue anunciado por el primer ministro Hans Enoksen el 2 de enero de 2008. Con esto, Groenlandia pasa a decidir sobre áreas estratégicas como la jurídica y sobre una posible futura autodeterminación, los groenlandeses tendrán el control de sus recursos (como petróleo y gas), el groenlandés se convertirá en la única lengua oficial, mientras que la política exterior quedaría a cargo de Dinamarca. Otra decisión posible sería la independencia total de Groenlandia, surgiendo un nuevo estado soberano.

## Resultados
|                         | Votos  | %      |
| ----------------------- | ------ | ------ |
| Padrón electoral        |        | 100%   |
| Total de votos emitidos | 28.518 | %      |
| Total votos válidos     | 28.268 | %      |
| Total votos nulos       | 250    | 0,89%  |
| Sí                      | 21.355 | 75,54% |
| No                      | 6.663  | 23,57% |